# Paul de Roubaix
Paul de Roubaix (* 4. August 1914 in Antwerpen; † 22. September 2004 in Marseille) war ein belgischer Filmproduzent und Regisseur.

## Leben
De Roubaix gründete 1954 die Produktionsfirma Les Films du Centaure, die mehr als 600 Filme produzierte und vielfach, unter anderem mit einem Oscar, mehreren Césars und der Goldenen Palme von Cannes, ausgezeichnet wurde.
Neben seiner Tätigkeit als Produzent führte de Roubaix in einigen Filmen auch Regie. Zu mehreren Filmen komponierte sein Sohn François de Roubaix die Musik.

## Filmografie
- 1952: Alpages, (Produzent)
- 1959: L'art d'être heureux, (Produzent)
- 1962: La rivière du hibou, (Produzent), Oscar und Goldene Palme
- 1963: Das schöne Leben (La belle vie), (Produzent)
- 1963: Le maillon et la chaîne, (Produzent)
- 1963: Am Herz des Lebens (Au cœur de la vie), (Produzent)
- 1964: Unglaubliche Geschichten (The Twilight Zone), (Produzent)
- 1977: La télédiction, un nouveau regard sur la terre, (Regisseur)
- 1980: Le miroir de la terre, (Regisseur), César
- 1980: Le rat noir d'amérique, (Produzent)
- 1982: La dragonne, (Produzent)
- 1982: On est toujours trop bonne, (Produzent)